# Unconditionally

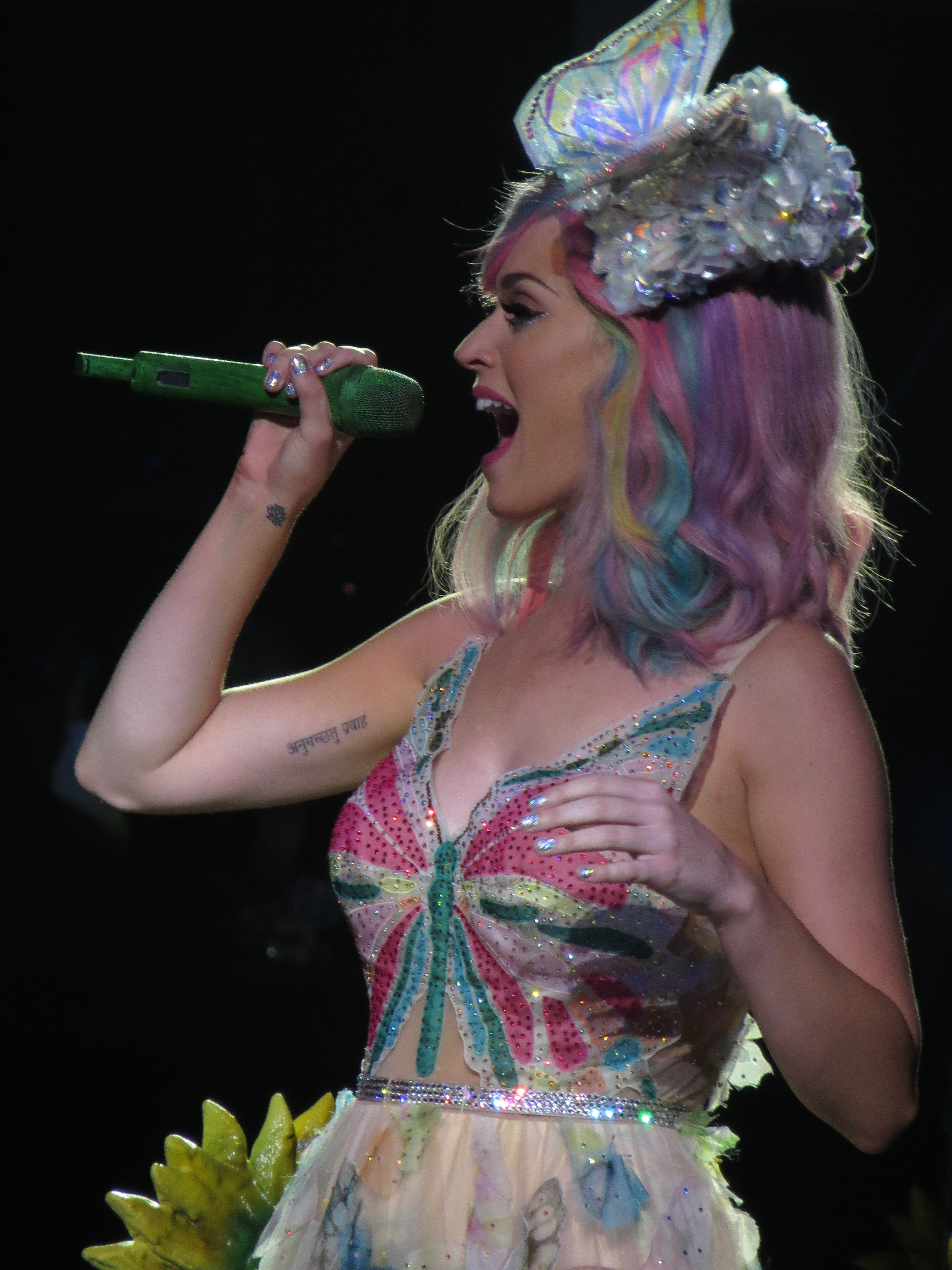
Katy zpívá Unconditionally na Prismatic World Tour

„Unconditionally“ je píseň americké zpěvačky Katy Perry. Píseň byla vydána jako druhý singl z jejího čtvrtého studiového alba Prism (2013) ze dne 16. října 2013. Složila ji s producentem Dr. Lukem, Maxem Martinem a Cirkutem.

## Žebříček
| Země                             | Pozice (2013-2014) |
| -------------------------------- | ------------------ |
| Austrálie (ARIA)                 | 1                  |
| Kanada (Canadian Hot 100)        | 13                 |
| Česko (Rádio Top 100)            | 7                  |
| Německo (Official German Charts) | 22                 |
| Irsko (IRMA)                     | 27                 |
| Polsko (Polish Airplay Top 100)  | 17                 |
| Slovensko (Rádio Top 100)        | 11                 |
| Španělsko (PROMUSICAE)           | 40                 |
| Itálie (FIMI)                    | 6                  |
| UK (Official Charts Company)     | 25                 |
| US (Billboard)                   | 1                  |